# Foulques de Rouergue
 Foulques ou Foucaud de Rouergue, décédé selon une charte d'Aniane après le 21 octobre 837, est un comte de Rouergue et le plus ancien ancêtre connu de la maison raymondine.

## Biographie
Fulcuald ou Foucaud et son fils Frédelon, les premiers Raimondins, sont des Francs saliens, selon les déclarations des descendants Raimond en 918 et son fils Raimond Pons en 933, attachés à la cour du roi de Francie occidentale.
Charles le Chauve est décisionnaire de la nomination des comtes et marquis ayant autorité sur les territoires à la limite de l'Espagne, où règnent les Sarrasins de l'émirat de Cordoue.
Il est en rivalité avec son demi-frère Pépin Ier d'Aquitaine, puis avec le fils de ce dernier, Pépin II d'Aquitaine qui sont rois d'Aquitaine de façon épisodique au cours du IXe siècle.
Guillaume de Gellone, cousin de Charlemagne, exerce son autorité sur la Septimanie carolingienne. C'est en qualité de lieutenant de ces Guillelmides qu'apparaît le premier Raimondin connu, Fulcuald, comte de Rouergue, missus en Rouergue et à Nimes.

## Descendance
Marié avec Sénégonde, dont il eut :
- Frédelon, comte de Toulouse et de Rouergue (?-849/852) ;
- Raymond Ier de Toulouse-Rouergue, comte de Toulouse et de Rouergue (?-avant 865).